# Austrolebias wolterstorffi
Austrolebias wolterstorffi är en fiskart som först beskrevs av Ahl 1924.  Austrolebias wolterstorffi ingår i släktet Austrolebias och familjen Rivulidae. Inga underarter finns listade.